# Morti nel 1294
| Questa pagina contiene informazioni ricavate automaticamente dalle voci biografiche con l'ausilio del template Bio e di un bot. L'aggiornamento è periodico e automatico e ricostruisce completamente la pagina. Se manca una persona in questa lista, sei pregato di non aggiungerla, ma accertati piuttosto che la sua voce biografica contenga il template Bio e che i dati anagrafici siano correttamente compilati. Se il template Bio manca, inseriscilo tu stesso o, in alternativa, metti l'avviso {{tmp\|Bio}} che ne segnala la mancanza. Se i dati riportati sono sbagliati, correggi direttamente la voce biografica; le modifiche saranno visibili in questa lista entro pochi giorni. Per chiarimenti vedi il progetto biografie. La lista contiene solo le 23 persone che sono citate nell'enciclopedia e per le quali è stato implementato correttamente il template Bio. Pagina aggiornata al 18 mag 2025. |

- 2 febbraio - Ludovico II del Palatinato, nobile tedesco (n. 1229)
- 18 febbraio - Kublai Khan, condottiero mongolo (n. 1215)
- 28 febbraio - Sibilla de Baugé, nobile (n. 1255)
- 13 aprile - Albertino da Montone, monaco cristiano italiano
- 7 maggio - Giovanni I di Brabante, duca (n. 1253)
- 10 agosto - Latino Malabranca Orsini, cardinale italiano (n. 1235)
- 21 agosto - Guittone d'Arezzo, poeta e religioso italiano
- 13 ottobre - Francesco Ronci, cardinale italiano (n. 1223)
- 22 novembre - Stefano di Besançon, religioso francese
- 25 dicembre - Mestwin II di Pomerania, nobile polacco (n. 1220)
- Bartolomeo di Neocastro, italiano
- Dimitrij Borisovič, nobile russo (n. 1253)
- Dmitrij I Aleksandrovič, principe russo (n. 1250)
- Tuccio Guicciardini, banchiere e politico italiano
- Corrado Malaspina, politico e militare italiano
- Teodoro Muzalon, teologo e funzionario bizantino
- Niccolò II di Saint-Omer, nobile e cavaliere medievale francese
- Niccolò da Sinizzo, vescovo cattolico italiano
- Oede de la Couroierie, francese
- Rabban Bar Sauma, monaco cristiano mongolo
- Safi al-Din al-Urmawi, musicista e teorico della musica persiano
- Al-Būsīrī, poeta e grammatico egiziano (n. 1212)
- Andrea di Ricco, pittore italiano (n. 1213)